# Авоська дарит надежду
«Аво́ська да́рит наде́жду» — социально-экологический проект ООО «НКО-сервис», заключающийся в популяризации авоськи как альтернативы полиэтиленовым пакетам и в трудоустройстве людей с ограниченными возможностями. Главными организаторами проекта являются Союз инвалидов России и предприятие «НКО-Сервис». Девиз проекта: «Одна авоська заменит миллион пластиковых пакетов».

## История
Евгений Рапопорт, учредитель проекта, запустил производство авосек после того, как принял активное участие в акции супермаркетов Billa «Жёлтый пакет помогает детям». Цель акции заключалась в сокращении распространения вредных пластиковых пакетов. Пакеты в супермаркетах сделали платными, а прибыль направляли на лечение больных детей. После этого Евгению Рапопорту пришла идея возродить масштабное производство авосек и привлечь к этому инвалидов. Его поддержал Союз инвалидов России. Совместно они создали предприятие «НКО-Сервис».
Первый дизайн авоськи, которую стали продавать в рамках проекта, разработал Денис Симачёв. Серии авосек придумали Андрей Шаров и Андрей Бартеньев. Рассматривались также варианты изготовления дизайнерских сумок от Алёны Ахмадуллиной и других, но проект от этого отказался.
Все авоськи плетутся из суровой пряжи.
В апреле 2015 года товары проекта можно было купить в нескольких магазинах Москвы, Санкт-Петербурга и Тольятти, а также через интернет-магазин.

## Трудоустройство инвалидов
Изготовлением авосек занимаются люди с ограниченными возможностями. Евгений Рапопорт узнал, что в Советском Союзе авоськи плели слепые люди, государство таким образом занималось трудоустройством инвалидов. Предприниматель решил пойти по тому же пути и предоставил рабочие места инвалидам. Первых работников пришлось искать среди тех, кто уже занимался плетением авосек в 1980 гг. Поиск дался организатором нелегко. Одними из первых работников стали члены учебно-производственного предприятия для слепых в городе Канаш в Чувашии. Количество занятых человек постоянно меняется. При максимальной загрузке работают около 60 человек. Плетением занимаются инвалиды по зрению, а созданием кожаных изделий (ручек для авосек, сумок, чехлов) — инвалиды по слуху и люди с нарушением опорно-двигательной системы. Работа выполняется на дому. За месяц один человек может изготовить порядка 200 авосек.
Часть полученных средств перечисляется на образовательные программы для инвалидов по зрению Российского союза инвалидов и общественной организации «Перспектива», а также на проведение межрегиональных олимпиад для детей-инвалидов «Талант преодоления».
Учредитель проекта рассчитывает выйти на продажу 10 миллионов авосек в год. При таком объеме продаж будут трудоустроены 6 тысяч инвалидов по зрению, а также еще примерно 500 инвалидов смогут заняться подработкой.

## Участники акции
Проект поддержали представители шоу-бизнеса: Ксения Раппопорт, Анна Михалкова, Вячеслав Полунин, Татьяна Лазарева, Алексей Герман-младший.
Партию дизайнерских авосек проекту заказал футбольный клуб «Динамо» (Москва). Всего около 80 предприятий (в числе которых Psychologies, British Petroleum, «Билайн», «Л’Этуаль») заказывали авторские авоськи в качестве корпоративных подарков. В 2022 году количество коллабораций с предприятиями и брендами достигло 2000, среди них — супермаркет Metro, писатель Виктор Пелевин, производитель техники Xiaomi, Сбермаркет, петербургский модный бренд Arny Praht и многие другие.

## Отзывы
Газета «Коммерсантъ», рассматривая проблему полиэтиленовых пакетов, на примере акции заявила, что «Россия могла бы спасти мир от пластиковых пакетов».

Эта акция направлена, в первую очередь, на то, чтобы люди знали, что инвалиды по зрению не выброшены за борт общественной жизни. Это люди, которые умеют работать и могут делать очень прикольные вещи. Их лишь нужно обеспечить заказами.— правозащитник Ирина Ясина
Во время открытия очередного магазина на Тверской улице Евгений Рапопорт столкнулся с неприятием жителей дома. Люди выступили против открытия авосечной.